# Big Island (Bay of Islands)
Big Island, voorheen ook Pearl Island genoemd, is een onbewoond eiland dat deel uitmaakt van de Canadese provincie Newfoundland en Labrador. Het eiland meet 5 km² en ligt voor de westkust van het eiland Newfoundland.

## Geografie
Big Island is het op een na grootste eiland van de Bay of Islands, een grote baai aan de westkust van Newfoundland. Het ligt in het noordwestelijke deel van die baai, net ten oosten van French Island. Het ruwweg driehoekige eiland heeft verschillende heuveltoppen die hoogtes van 250 meter boven de zeespiegel bereiken.